# Amílcar de Castro
Amílcar Augusto Pereira de Castro (Paraisópolis, 8 juli 1920 – Belo Horizonte, 22 november 2002) was een Braziliaanse beeldhouwer en graficus.

## Leven en werk
De Castro bezocht tot 1945 de Universidade Federal de Minas Gerais in Belo Horizonte om rechten te studeren, maar verliet deze studie om kunstenaar te worden. Hij volgde van 1944 tot 1950 teken- en schilderlessen bij Alberto da Veiga Guignard, eveneens in Belo Horizonte. Beeldhouwlessen kreeg hij van de Braziliaanse beeldhouwer Franz Weissmann.
In 1953 verhuisde hij naar Rio de Janeiro, waar hij aanvang vijftiger jaren als grafisch medewerker voor diverse kranten en tijdschriften werkte. Hij ontwierp een nieuwe lay-out voor de Jornal do Brasil, hetgeen zijn naam voorgoed vestigde. In 1956 en 1957 stelde hij zijn werk tentoon tijdens de Exposição Nacional de Arte Concreta in het Museu de Arte Moderna in São Paulo. In 1959 was hij met onder anderen Franz Weissmann en Hélio Oiticica oprichter van een groepering voor "neo-concrete" kunst, de Grupo Neoconcreto. Van 1968 tot 1969 verbleef De Castro met een beurs van de Guggenheim Foudation in de Verenigde Staten. Hij exposeerde in 1969 bij Gallery Kornblee in New York.
De kunstenaar nam namens Brazilië deel aan de Biënnale van São Paulo van 1953, 1957, 1959, 1962 , 1979, 1987 en 1989. Hij overleed in 2002 in Belo Horizonte.

## Werken (selectie)
- Sem Título (1970), Beeldenpark van het Museu de Arte Moderna in São Paulo
- Carranca (1978), Beeldenpark van het Museu de Arte Moderna in São Paulo
- Abertura (1979)[1], Praça de Sé in São Paulo
- Escultura (1988), Hall das Banderas Palácio da Inconfidência - Assembleia Legislativa do Estado de Minas Gerais in Belo Horizonte
- Escultura, Praça da Libertade in Belo Horizonte
- Escultura, Parque des Esculturas van het Museu Nacinal de Belas Artes in Buenos Aires
- Escultura, Beeldenpark van het Museu de Arte Contemporânea in São Paulo
- Sem Título, Avenida Paulista in São Paulo
- Sem Título (1997), Jardim das Esculturas Porto Alegre in Porto Alegre
- Berlin Skulptur (1998), Neue Grotthauer Straße in Berlin-Hellersdorf
- Sem Título (2000)[2], Parque da Luz van de Pinacoteca do Estados São Paulo
- Gigante Dobrada (2001)[3], Beeldenpark van het Centro de Arte Contemporânea Inhotim in Brumadinho

## Fotogalerij

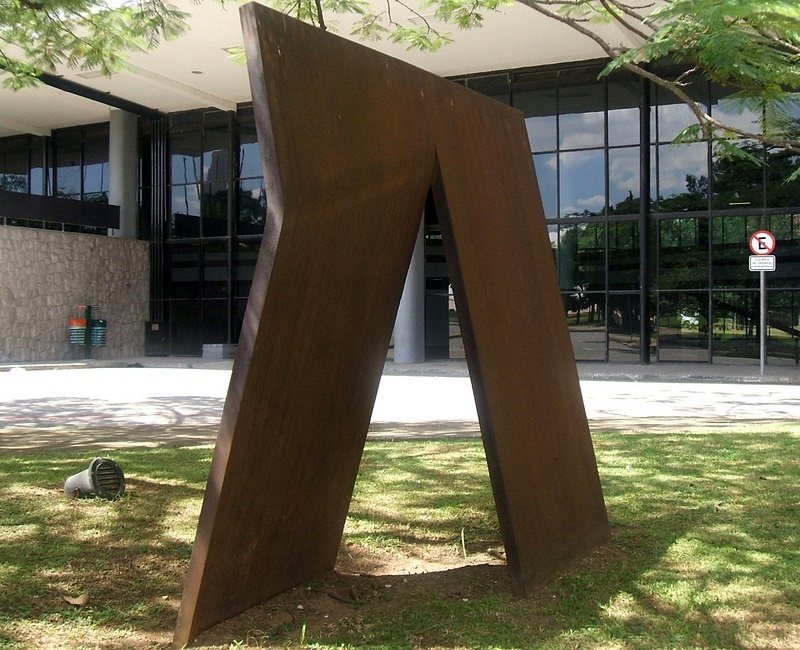
Sem Título, São Paulo
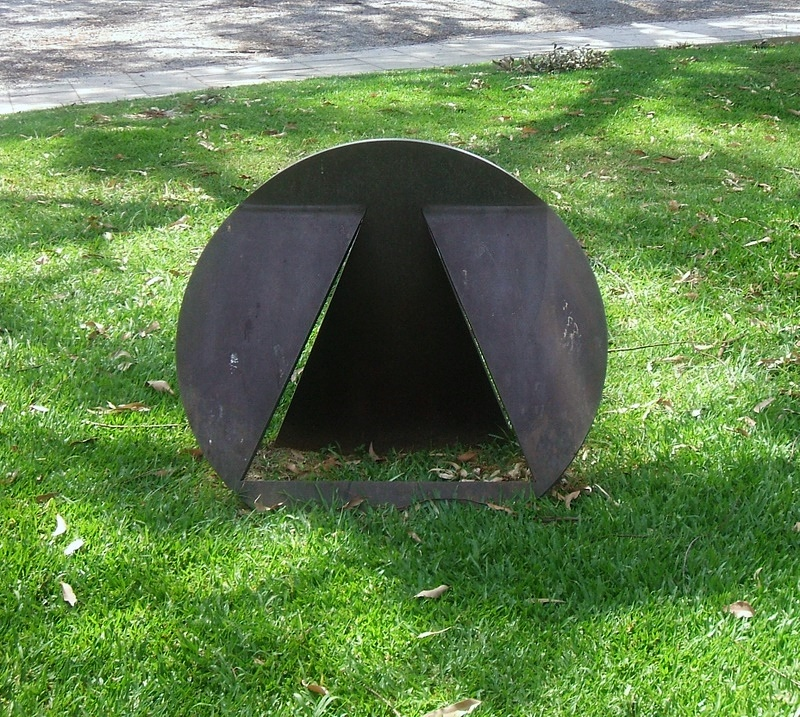
Carranca, São Paulo
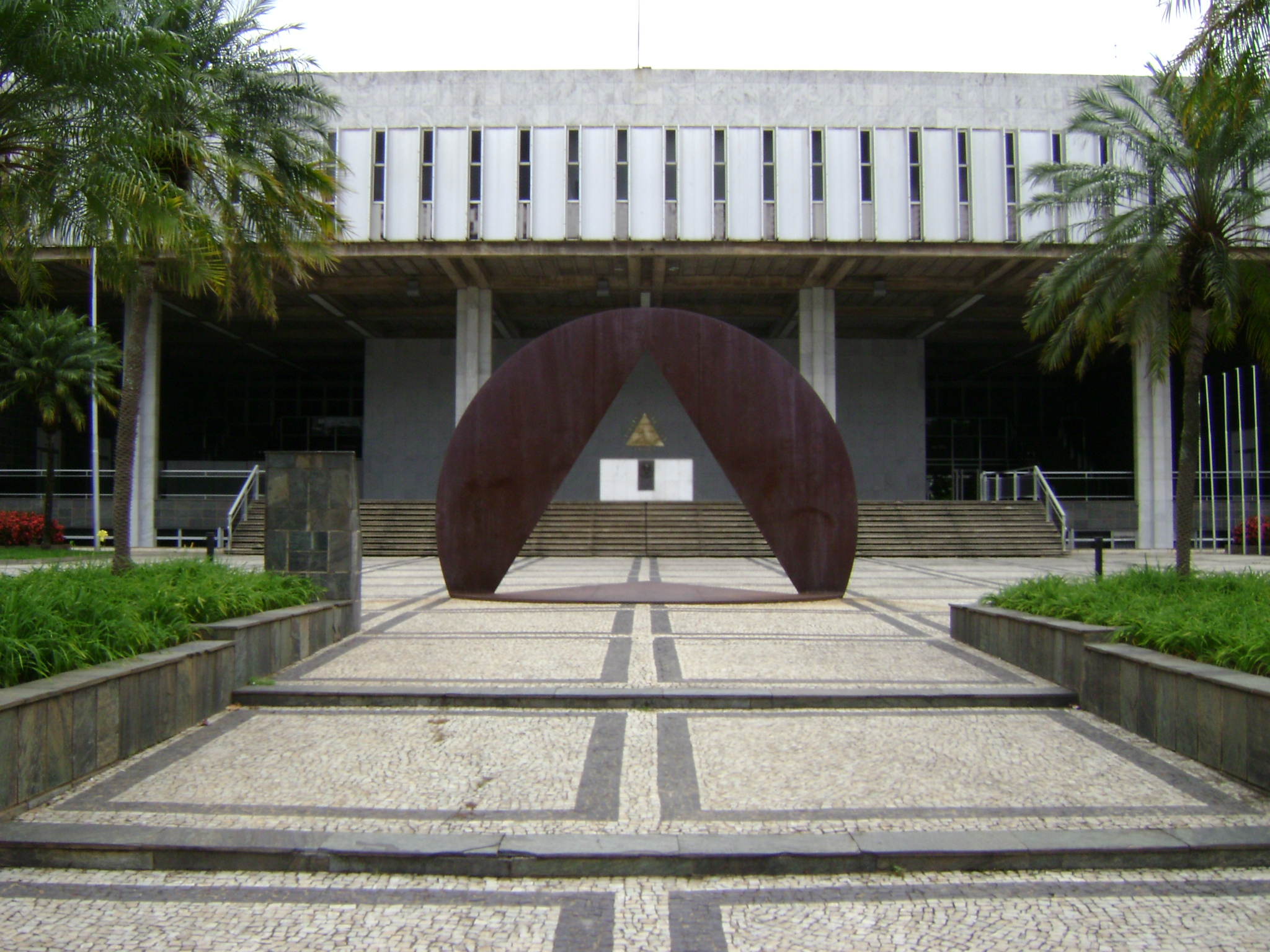
Escultura, Belo Horizonte
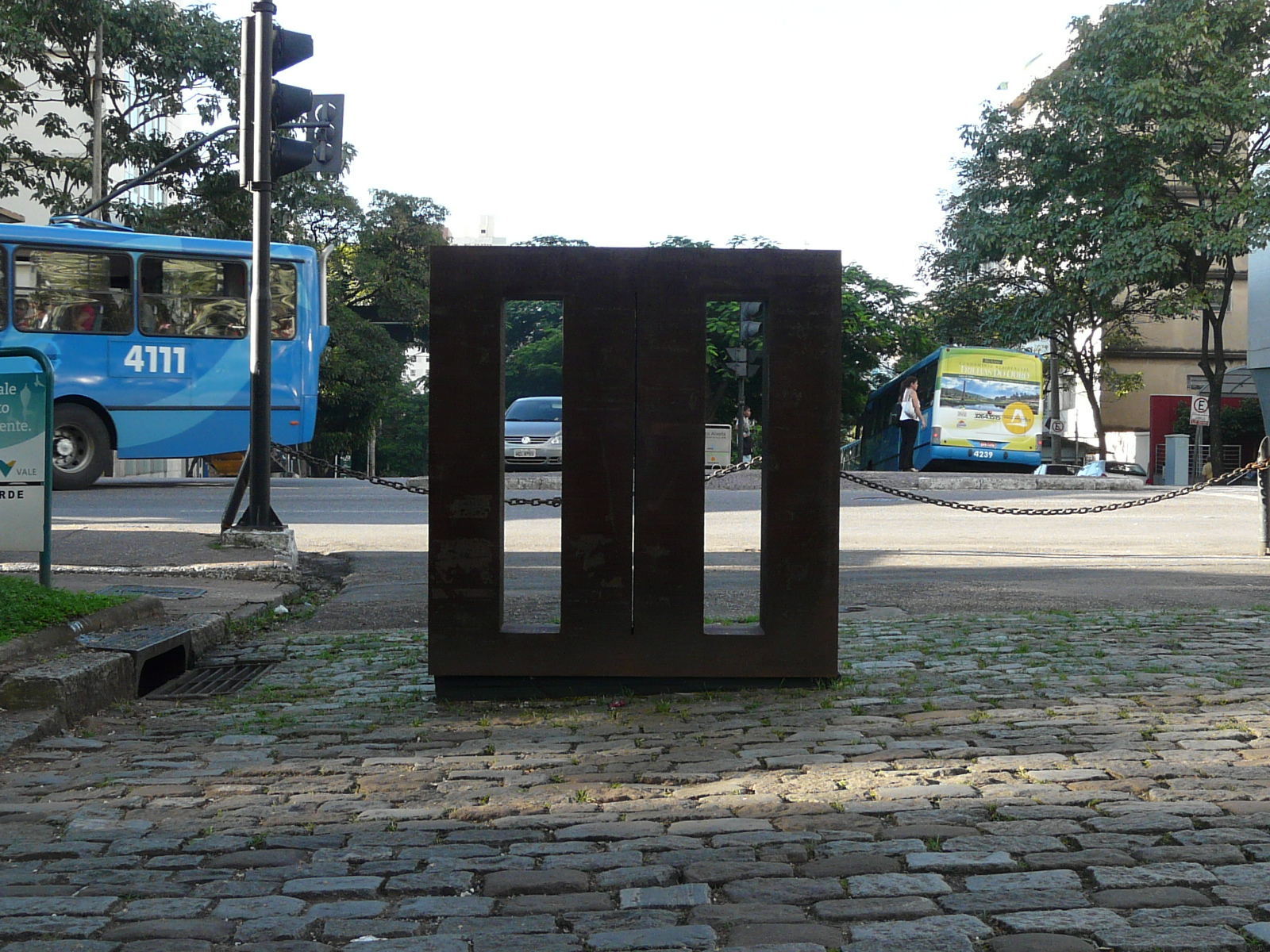
Escultura, Belo Horizonte
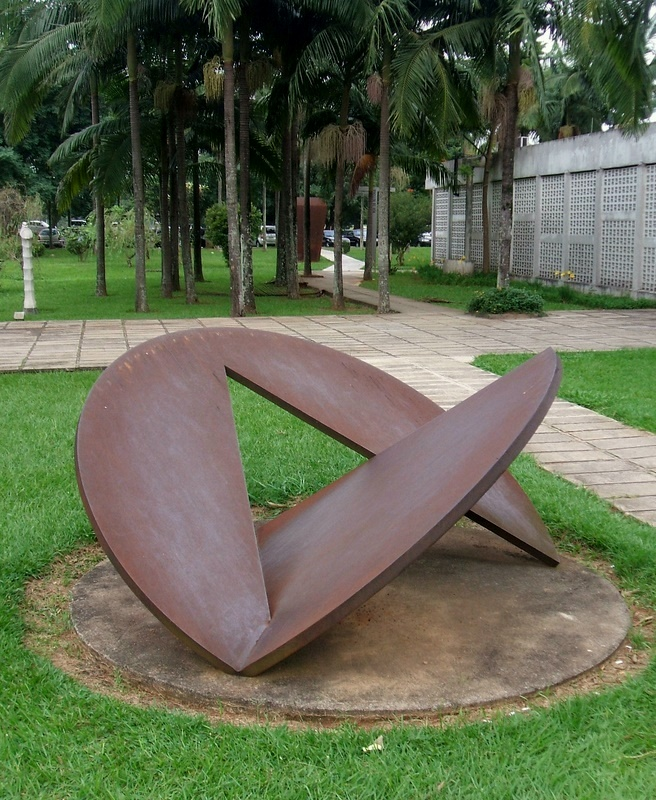
Escultura, São Paulo